# كفر الجنينة القبلي
كفر الجنينة القبلي إحدى قرى مركز المحلة الكبرى التابع لمحافظة الغربية بجمهورية مصر العربية. أصلها من توابع ديرب هاشم ثم فصلت عنها في تاريخ 1228هـ/1813م الذي عدّ قرى مصر بعد المسح الذي قام به محمد علي باشا.

## التعليم
تصل نسبة الأمية في القرية إلى 41.39% بين من تجاوزوا العاشرة من عمرهم، بينما تصل نسبة من حصلوا على تعليم جامعي إلى 0.68% من جملة السكان.

## السكان
بلغ عدد سكان كفر الجنينة القبلي 10,249 نسمة حسب تقدير عام 2018.
| السنة  | 1882 | 1897 | 1907 | 1927 | 1947 | 1960 | 1976 | 1986 | 1996 | 2006  | 2018   |
| ------ | ---- | ---- | ---- | ---- | ---- | ---- | ---- | ---- | ---- | ----- | ------ |
| القرية | 480  | 461  | 773  | 809  | 1259 | 1817 | 2543 | 3848 | 5289 | 6,186 | 10,249 |